# Jadwiga Apostoł
Jadwiga Apostoł-Staniszewska (ur. 22 grudnia 1913 w Nowym Targu, zm. 2 lutego 1990 tamże) – polska nauczycielka, działaczka podziemia niepodległościowego podczas II wojny światowej, więźniarka niemieckich obozów koncentracyjnych w Auschwitz, Malchow i Lipsku. W okresie powojennym pisarka.

## Życiorys

### Młodość
Urodziła się w rodzinie Wincentego Apostoła (1886–1960) – organisty w parafii św. Katarzyny w Nowym Targu i działacza PSL „Piast” oraz Magdaleny Czubernat (1895–1983). Mieszkała z rodziną w domu przy ulicy Królowej Jadwigi 19, gdzie odwiedzani byli m.in. przez Wincentego Witosa, Józefa Hallera, Feliksa Nowowiejskiego, Władysława Orkana i Jana Kasprowicza. W 1932 ukończyła Seminarium Nauczycielskie w Nowym Targu, w tym roku również została zatrudniona jako nauczycielka w przyklasztornej szkole powszechnej prowadzonej przez Siostry Nazaretanki w Nowogródku.

### II wojna światowa

#### Konfederacja Tatrzańska
Po wybuchu wojny wspólnie z matką prowadziła punkt przerzutowy, dzięki któremu od 1939 do maja 1940 nielegalnie przeprowadzono przez granicę na Słowację ponad 60 osób. Pod niemiecką okupacją Podhala, Apostoł stała się współzałożycielem polskiej organizacji o nazwie Konfederacja Tatrzańska, która aktywnie przeciwstawiała się idei Goralenvolku i germanizacji polskich górali. Na przełomie stycznia i lutego 1942 Gestapo wykryło działalność organizacji, a jej organizatorzy zostali aresztowani i umieszczeni w obozach przejściowych, a następnie w obozach koncentracyjnych.  

#### Pobyt w obozach koncentracyjnych

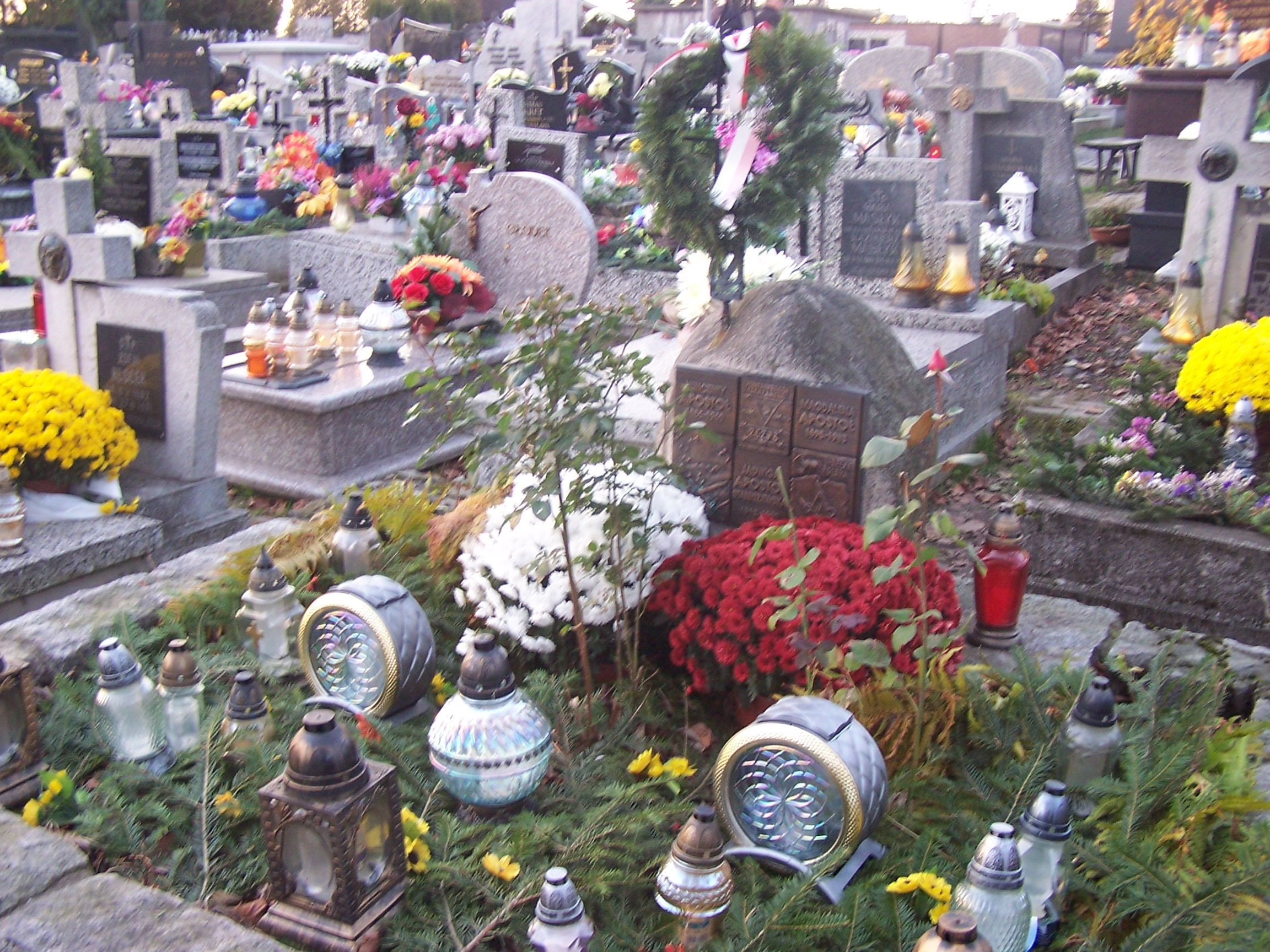
Grób Jadwigi Apostoł w Nowym Targu

Apostoł początkowo uniknęła aresztowania, uciekając do wsi Więciórka niedaleko Myślenic. Ukrywała się w gospodarstwie Franciszka i Anieli Słoninów w wysoko położonym przysiółku Polana. Pewnej sierpniowej nocy 1942 r. została złapana wraz z innym działaczem Konfederacji Tatrzańskiej, Tadeuszem Popkiem i przetransportowana do Hotelu „Palace” w Zakopanem, gdzie znajdowało się biuro Gestapo. Przez trzy miesiące była tam torturowana, a następnie osadzona w obozie koncentracyjnym w Auschwitz, do którego przybyła 1 grudnia 1942, nadano jej obozowy numer 26273. 18 stycznia 1945 roku uczestniczyła w marszu śmierci z Auschwitz do Wodzisławia Śląskiego, skąd została przewieziona do obozu koncentracyjnego Malchow niedaleko Ravensbrück. Uciekła z transportu w czasie przenosin z obozu w Malchow do obozu w Lipsku.

### Okres powojenny

#### Represje
Po wojnie wróciła do Nowego Targu. W 1949 została aresztowana na polecenie Ministerstwa Bezpieczeństwa Publicznego pod zarzutem konspiracji przeciwko PRL. Została skazana na pięć lat więzienia, ale wkrótce została zwolniona z więzienia po ogłoszeniu amnestii. Po zwolnieniu z więzienia powróciła do Nowego Targu, ale z powodu nacisków ze strony władz lokalnych została zmuszona do przeprowadzki do Szczecina, gdzie przeżyła większość swojego późniejszego życia.  

#### Ostatnie lata życia
W latach 1946–1948 organizowała Uniwersytet Ludowy w Szaflarach, a po jego likwidacji przeprowadziła się do Szczecina, gdzie pracowała jako technik budowlany. W 1964 wyszła za mąż za Ludwika Staniszewskiego. Po śmierci męża w 1985 ponownie wróciła do Nowego Targu, gdzie zmarła 2 lutego 1990 roku. W Szczecinie, pracując jako sekretarka, napisała kilka prac autobiograficznych. Jej najgłośniejszą powieścią jest „Nim zbudził się dzień”, wydana w 1979, która jest autobiografią z czasów pobytu w niemieckich obozach koncentracyjnych. Pochowana została na nowotarskim cmentarzu (kwatera 53, grób nr 130) obok matki i ojca. Decyzją prezesa Instytutu Pamięci Narodowej z dnia 21 lipca 2020 roku na wniosek prezesa koła Związku Kombatantów RP i Byłych Więźniów Politycznych w Nowym Targu, grób Jadwigi Apostoł został wpisany do prowadzonej przez IPN ewidencji grobów weteranów walk o wolność i niepodległość Polski pod numerem ewidencyjnym 806.

## Odznaczenia
- Krzyż Kawalerski Orderu Odrodzenia Polski[14]